# Borowa (Gidle)
Pour les articles homonymes, voir Borowa.
Borowa (prononciation [bɔˈrɔva]) est un village de la gmina de Gidle , du powiat de Radomsko, dans la voïvodie de Łódź, situé dans le centre de la Pologne.
Il se situe à environ 5 kilomètres (km) au sud de Gidle (siège de la gmina), 18 kilomètres au sud de Radomsko (siège du powiat) et 97 kilomètres au sud de Łódź (capitale de la voïvodie).
Sa population s'élève approximativement à 350 habitants.

## Administration
De 1975 à 1998, le village était attaché administrativement à l'ancienne voïvodie de Częstochowa.

Depuis 1999, il fait partie de la nouvelle voïvodie de Łódź.